# Hipposideros khasiana
Espèce
Statut de conservation UICN

 DD  : Données insuffisantes
Hipposideros khasiana est une espèce de chauve-souris de la famille des Hipposideridae.

## Description
Cette espèce est très proche de Hipposideros larvatus mais possède de plus longues oreilles et des avant-bras plus longs, et n'utilise pas les mêmes fréquences pour l'écholocalisation.

## Répartition
Hipposideros khasiana vit dans la grotte de Khasi Hills dans l’État de Meghalaya, dans le nord-est de l'Inde.

## Étymologie
Son nom spécifique, khasiana, fait référence aux monts Khasi où elle a été découverte.

## Publication originale
- (en) Adora Thabah, Stephen J. Rossiter, Tigga Kingston, Shuyi Zhang, Stuart Parsons, Khin Mya Mya, Zubaid Akbar et Gareth Jones, « Genetic divergence and echolocation call frequency in cryptic species of Hipposideros larvatus s.l. (Chiroptera: Hipposideridae) from the Indo-Malayan region », Biological Journal of the Linnean Society, Linnean Society of London et OUP, vol. 88, no 1,‎ 27 avril 2006, p. 119-130 (ISSN 0024-4066 et 1095-8312, DOI 10.1111/J.1095-8312.2006.00602.X, lire en ligne).